# Iosef Palelashvili
Iosef Palelashvili (nacido Soso Palelashvili, en hebreo: סוסו פללשווילי‎, en georgiano: სოსო ფალელაშვილი; Gori, URSS, 6 de septiembre de 1986) es un deportista israelí de origen georgiano que compitió en judo.
Ganó una medalla de bronce en el Campeonato Europeo de Judo de 2011, en la categoría de –73 kg.

## Palmarés internacional
| Campeonato Europeo | Campeonato Europeo  | Campeonato Europeo | Campeonato Europeo |
| Año                | Lugar               | Medalla            | Categoría          |
| ------------------ | ------------------- | ------------------ | ------------------ |
| 2012               | Cheliábinsk (Rusia) | Medalla de bronce  | –73 kg             |